# Larry Sloman
Larry „Ratso“ Sloman (* 9. července 1950) je americký spisovatel. V roce 1975 se zúčastnil turné Rolling Thunder Revue hudebníka Boba Dylana, o kterém psal reportáže do magazínu Rolling Stone. Roku 2019 vystupoval v dokumentárním filmu o turné s názvem Rolling Thunder Revue: A Bob Dylan Story by Martin Scorsese a zároveň o něm napsal knihu On the Road with Bob Dylan. Roku 1984 spolurežíroval videoklip k Dylanově písni „Jokerman“. Později se podílel například na knihách Private Parts (1993) a Miss America (1995) od Howarda Sterna. V roce 2004 napsal knihu Scar Tissue o Anthonym Kiedisovi, zpěvákovi skupiny Red Hot Chili Peppers. V roce 2012 se podílel na autobiografii Petera Crisse nazvané Makeup to Breakup: My Life In and Out of Kiss.
V osmdesátých letech napsal několik textů ve spolupráci s hudebníkem Johnem Calem (celé album Artificial Intelligence z roku 1985 a dvě písně na o rok starším Caribbean Sunset). V roce 1992 hrál menší roli ve filmu Primary Motive, k němuž Cale složil originální hudbu. Režisérem filmu byl Daniel Adams. Sloman později spolu s ním napsal scénář k filmu An L.A. Minute. V roce 2019, ve svých osmašedesáti letech, vydal album Stubborn Heart, na které nazpíval jak nové písně, tak i ty, které dříve napsal ve spolupráci s Calem. Na albu se podíleli například Nick Cave a Sharon Robinson. Téhož roku vystupoval v malé cameo roli ve filmu Uncut Gems s Adamem Sandlerem v hlavní roli.

## Filmografie
- Renaldo and Clara (1978)
- Downtown 81 / New York Beat Movie (1981)
- Primary Motive (1992)
- Satan's Little Helper (2004)
- Phil Ochs: There But for Fortune (2010)
- Marijuana: A Chronic History (2010)
- The Black Balloon (2012)
- Champs (2014)
- Rolling Thunder Revue: A Bob Dylan Story by Martin Scorsese (2019)
- Uncut Gems (2019)
- What Doesn't Float (2021)